# Tearce (kommun)
Tearce (makedonska: Теарце, albanska: Komuna e Tearcës, turkiska: Tearçe Belediyesi) är en kommun i Nordmakedonien. Den ligger i den nordvästra delen av landet, 30 km väster om huvudstaden Skopje. Antalet invånare är 22 454. Arean är 137 kvadratkilometer.
Följande samhällen finns i Tearce:
- Tearce
- Nerašte
- Pršovce
- Slatino